# Yves Triantafilos
Yves Triantafilos (* 27. Oktober 1948 in Montbrison) ist ein ehemaliger französischer Fußballspieler.

## Als Spieler im Verein

### Einstieg in den Profifußball (1966–1969)
Seine Kindheit verbrachte Triantafilos, dessen Vater aus dem türkischen Istanbul kam und wegen seiner griechischen Volkszugehörigkeit von dort geflohen war, wuchs in dem Dorf Sail-sous-Couzon im Département Loire auf. Als Jugendlicher wurde der Stürmer bei der AS Saint-Étienne ausgebildet und schaffte in der Saison 1966/67 den Sprung in den Erstligakader des Vereins. Trainer Jean Snella schätzte vor allem die Ballbehandlung und das Kopfballspiel des damals 18-Jährigen und ließ ihn am 19. Februar 1967 bei einer Begegnung gegen den FC Rouen zu seinem Debüt in der höchsten nationalen Spielklasse kommen. Wenngleich es bei diesem einzigen Einsatz blieb, gehörte er dank diesem offiziell zur französischen Meistermannschaft 1967, da sich seine Teamkameraden gegen alle Konkurrenten behaupten konnten. Somit hatte er mit lediglich 18 Jahren seinen ersten Titel auf nationaler Ebene gewonnen.
Im Sommer 1967 zog er in die Umgebung der Hauptstadt Paris, um seinen Wehrdienst in der Armee zu verrichten. Er wurde an den Zweitligisten Bataillon Joinville ausgeliehen, wobei es sich um eine Militärmannschaft des Bataillons handelte, dem er angehörte. Obwohl er in der zweiten Liga nicht durchgehend gesetzt war, erreichte er eine beachtliche Trefferquote und traf 1968/69 dreizehn Mal das Tor. Dennoch kam seine Rückkehr zu Saint-Étienne 1969 nicht zustande, da der neue Trainer Albert Batteux ihn nicht als sinnvolle Ergänzung seines Teams sah.

### Erfolge als Torjäger und Wechsel nach Griechenland (1969–1974)
Da er bei Saint-Étienne keine Perspektive besaß, ging er 1969 zum Zweitligisten US Boulogne, wo er sofort einen Platz in der ersten Elf erhielt. Nachdem er bei Joinville seine Qualitäten als Torjäger bereits angedeutet hatte, traf er für Boulogne in seinen beiden Jahren dort 14- bzw. 19-mal. Letzteres genügte am Ende der Saison 1970/71 zu Platz eins der Torschützenliste der in der Nordgruppe der dreigeteilten Liga. Dies weckte im Sommer 1971 das Interesse verschiedener französischer Klubs, doch Triantafilos entschied sich zugunsten eines Vereins aus dem Heimatland seines Vaters, indem er zum griechischen Erstligisten Olympiakos Piräus wechselte. Aufgrund der damaligen Gesetzeslage in Griechenland war er nur durch die griechische Herkunft seines Vaters überhaupt berechtigt, für den Verein zu spielen. Bei Olympiakos verbrachte er drei Jahre und erlebte mit 19, 16 und zuletzt 23 Treffern in Hinblick auf seine Torerfolge die beste Zeit seiner Laufbahn. Hinzu kam, das er mit dem Team 1973 und 1974 zwei Mal in Serie die Meisterschaft gewann und 1973 zudem den nationalen Pokalwettbewerb.

### Erstligaspieler in Frankreich (1974–1978)
1974 kehrte Triantafilos nach sieben Jahren Abwesenheit zu Saint-Étienne zurück, wo er unter Trainer Robert Herbin anfänglich in der Rolle eines „Edel-Jokers“ meist auf der Bank saß und Georges Bereta sowie den Brüdern Hervé Revelli und Patrick Revelli den Vortritt lassen musste. Aus dieser Reservistenrolle heraus konnte er am 6. November 1974 Geschichte schreiben, als er gegen Hajduk Split im Viertelfinale des Europapokals der Landesmeister eingewechselt wurde und zwei Tore erzielte, die zum Weiterkommen reichten; im Halbfinale schied seine Mannschaft allerdings aus. Im darauffolgenden Winter ging Bereta zu Olympique Marseille, womit er wieder einen festen Stammplatz besetzen konnte. Eine Rolle als Starspieler, die er sich bei Piräus durch seine vielen Tore erarbeitet hatte, konnte er allerdings nicht einnehmen. Im Verlauf der Saison 1974/75 erzielte er elf Tore und trug so zum Gewinn der Meisterschaft bei. Darüber hinaus wurde die Mannschaft Pokalsieger, auch wenn das Endspiel ohne seine Beteiligung stattfand und er somit keinen direkten Anteil am Gewinn der Trophäe hatte. Im Oktober 1975 verließ er den Verein und unterschrieb beim Ligarivalen FC Nantes. Seine früheren Kollegen aus Saint-Étienne wurden 1976 Meister und weil er am Saisonbeginn noch der Mannschaft angehört hatte, war auch er Teil der Meisterelf. 1977 wurde er mit seinem neuen Arbeitgeber Nantes souverän Meister, hatte allerdings zuvor seinen Stammplatz eingebüßt und war in der Meistersaison nicht über fünf bestrittene Partien hinausgekommen, in denen er zudem torlos blieb. Zum Jahreswechsel 1977/78 wechselte er angesichts seiner fehlenden Perspektive bei Nantes zum Erstligakonkurrenten FC Rouen.

### Letzte Jahre (1978–1982)
In Rouen versuchte er zu Beginn des Jahres 1978 noch einmal den Durchbruch bei einem Erstligisten, was ihm jedoch nicht dauerhaft gelang. Dazu musste er den Abstieg als Tabellenletzter hinnehmen, bevor er den Verein im Sommer 1978 wieder verließ. Er ging ein weiteres Mal nach Griechenland, wo er vom Zweitligisten GS Kallithea unter Vertrag genommen wurde. Bei diesem konnte er wieder an seine Erfolge als Torjäger anknüpfen, was sich in 18 Treffern im Verlauf der Saison 1978/79 äußerte. 1980 zog es ihn zurück nach Frankreich, wo er bis 1982 das Trikot eines Drittligisten aus Roanne trug. Triantafilos bestritt 77 Erstligapartien mit 23 Toren sowie 83 Zweitligapartien mit 49 Toren in Frankreich und 90 Erstligapartien mit 58 Toren sowie 55 Zweitligapartien mit 30 Toren in Griechenland. In Frankreich gewann er viermal die Meisterschaft, was ihm in Griechenland zweimal gelang; hinzu kommt ein Gewinn des griechischen Pokals.

## Nationalmannschaft
In der Frühphase seiner Laufbahn war er französischer Jugendnationalspieler und wurde nach einem Turnier in Istanbul zum besten Spieler der Mannschaft gewählt. Ebenso gehörte er der Olympiamannschaft an, die für Frankreich am olympischen Fußballturnier 1968 teilnahm. Zu einem Einsatz kam er dabei jedoch nicht. Triantafilos war 26 Jahre alt, als er am 26. März 1975 bei einem 2:0-Sieg in einem Freundschaftsspiel gegen Ungarn zum ersten Mal für die französische A-Nationalelf auflief. Zu einem weiteren Einsatz kam er danach nicht mehr.

## Leben außerhalb des Fußballs
Verheiratet war Triantafilos zuerst mit einer Französin und später mit einer Rumänin, die er in Athen kennengelernt hatte. Die zweite Ehe wurde im November 1984 geschieden. Zuletzt heiratete er in Frankreich eine Apothekerin. Nach dem Ende seiner Profilaufbahn übernahm er keine weitere Funktion im Fußball und arbeitete stattdessen ab 1984 in einer Immobilienagentur. Zeitweise war er zudem Inhaber einer Kneipe.